# Леснополянское сельское поселение (Кировская область)
Леснополянское сельское поселение — муниципальное образование в составе Омутнинского района Кировской области России.
Столица — село Лесные Поляны.

## История
Леснополянское сельское поселение образовано 1 января 2006 года согласно Закону Кировской области от 07.12.2004 № 284-ЗО.

## Население
| 2010 | 2012  | 2013  | 2014  | 2015  | 2016  | 2017  |
| ---- | ----- | ----- | ----- | ----- | ----- | ----- |
| 1398 | ↘1318 | ↘1249 | ↘1181 | ↘1132 | ↘1097 | ↘1048 |
| 2018 | 2019  | 2020  | 2021  |       |       |       |
| ↘996 | ↘954  | ↘923  | ↘850  |       |       |       |

## Состав
В поселение входят 5 населённых пунктов (население, 2010):
- село Лесные Поляны — 1361 чел.;
- будка 100 км — 6 чел.;
- посёлок Лупья — 30 чел.;
- деревня Малофеевка — 1 чел.;
- посёлок Химик — 0 чел.